# Glu Mobile
La Glu Mobile è un'azienda statunitense produttrice di videogiochi per telefonini. Fu fondata inizialmente nel 2004 a San Mateo, in California. La società offre prodotti a più piattaforme, inclusi dispositivi basati su Java ME, Android, Windows Phone, Google Chrome, e Amazon.

## Storia
Nel dicembre 2004, a San Mateo, la "Sorrent", con sede in California, si è fusa con "Macrospace", con sede in Londra. Nel giugno 2005 la società risultante dalla fusione ha creato un nuovo nome aziendale: Glu Mobile. Nello stesso anno, Greg Ballard ha sostituito il fondatore di Sorrent Scott Orr come CEO. Nel 2006, Glu Mobile ha acquisito iFone e nel 2007 ha acquisito il produttore cinese di giochi per cellulari Beijing Zhangzhong MIG Information Technology Co. Ltd. ("MIG"). Nel settembre 2007, Glu ha annunciato il lancio di Asteroids per telefoni cellulari. Nel marzo 2008, Glu ha acquisito lo sviluppatore di dispositivi mobili Superscape con sede a San Clemente.
Nel gennaio 2010, Niccolo de Masi è entrato a far parte di Glu Mobile come Presidente e CEO. De Masi è stato in precedenza CEO di Hands-On Mobile. Dal suo arrivo, Glu è passato a un modello di business freemium incentrato sugli IP originali di Glu.
Il 2 agosto 2011, Glu ha acquisito Griptonite Games. Il suo staff di 200 persone ha "approssimativamente raddoppiato" la capacità di sviluppo interno di Glu.

## Lista dei giochi sviluppati

### Giochi d'azione
- Alpha Wing 2
- Aqua Teen Hunger Force
- Baldur's Gate
- Call of Duty 4: Modern Warfare (mobile)
- Call of Duty: Black Ops (mobile)
- Call of Duty: Modern Warfare – Force Recon (mobile di Call of Duty: Modern Warfare 2)
- Call of Duty: World at War (mobile)
- Cannons
- Cannons Tournament
- The Chaos Engine
- Courage the Cowardly Dog Haunted House
- Dexter's Laboratory Security Alert!
- Dragon Island
- Fatal Force: Earth Assault
- Foster's Home: Balloon Bonanza
- Inuyasha
- Marc Ecko's Getting Up
- Mech Battalion
- Shadowalker
- Speedball 2 Brutal Deluxe
- Sonic the Hedgehog
- Sonic the Hedgehog 2
- The Powerpuff Girls Bad Mojo]
- Tom and Jerry Cheese Chase
- Tom and Jerry Food Fight
- VBirds

### Giochi sportivi
- Adidas All-Star Football
- ATV Off Road Fury
- Brian Lara International Cricket 2007
- Colin McRae DiRT Mobile
- Crash 'N' Burn
- Crash 'N' Burn Turbo
- Deer Hunter
- Deer Hunter 2
- Deer Hunter 3
- Dino Hunter
- The Flintstones Bedrock Bowling
- FOX Sports Football '06
- Jamaican Bobsled
- Manchester United Football
- Project Gotham Racing Mobile
- Super KO Boxing!
- Super KO Boxing 2
- Virtua Tennis
- Wacky Races

### Giochi rompicapo
- AstroPop
- Battleship
- Bonsai Blast
- Brain Genius
- Brain Genius 2
- Chu Chu Rocket
- Cluedo
- Cluedo SFX
- Codename: KND MINIGAMES
- Daily Puzzle
- Diner Dash
- Diner Dash 2
- everGirl everGems
- Get Cookin'
- Insaniquarium Deluxe
- Lemmings
- Lemmings Return
- Reversi
- Scooby-Doo Castle Capers
- Scooby-Doo 2 Dark Dungeons
- The Flintstones Grocery Hunt
- Chi vuol essere milionario?
- Chi vuol essere milionario? Edizione celebrativa
- Zuma

### Giochi arcade
- Asteroids
- Centipede
- Ed, Edd n Eddy Giant Jawbreakers
- Game of Life
- Monopoli
- MONOPOLI QUI & ORA
- SIMON
- Yogi Bear Pic-A-Nic

## Giochi tratti da serie TV e film
- ALIENS: Unleashed
- Monsters vs. Aliens
- High Heels MahJong: In Her Shoes
- Il Signore degli Anelli: Il ritorno del re
- Ice Age 2
- Ice Age 3
- Kingdom of Heaven
- Mr. & Mrs. Smith
- Ren & Stimpy Pinball
- Robots (film)
- Transformers
- Transformers: Revenge of the Fallen
- Watchmen